# Đồng nhi quyền
Thảo bộ Đồng Nhi hay Đồng Nhi Quyền (童 兒 拳) là một bài quyền cổ xưa có nguồn gốc từ thời nhà Lý (1010 - 1225) trong kho tàng võ thuật cổ truyền Việt Nam. Đây là bài quyền thuộc về Quyền Thảo khai minh quan điểm về Tấn pháp và Thủ pháp trong Võ Thuật Cổ Truyền Việt Nam.    
Sở dĩ bài quyền có tên là Đồng Nhi bởi vì câu thiệu đầu tiên của bài quyền có hai từ "Đồng Nhi" (Chấp thủ lập đồng nhi). Ở một số võ phái, bài quyền này còn có tên gọi khác là Bát Tiên Quyền, vì trong toàn bài quyền có các câu thiệu nhắc đến và mô tả động tác của tám vị tiên trong truyền thuyết xưa.

## Đặc điểm
Đồng Nhi là bài quyền thuộc về Quyền Thảo khai minh quan điểm về Tấn pháp và Thủ pháp trong Võ Thuật Cổ Truyền Việt Nam. Trong toàn bài có những đòn thế mô phỏng theo tích Bát Tiên truyện.
Bài quyền này đã được võ sư Từ Thiện Hồ Văn Lành giới thiệu vào chương trình huấn luyện thống nhất của Tổng hội Võ học Việt Nam (1969-1975) tại Sài Gòn (Việt Nam).
Các câu thiệu trong bài Đồng Nhi Quyền:
ĐỒNG NHI QUYỀN
Chấp thủ lập đồng nhi
Khuynh thân bạt thủ chi
Tiền tấn du luân thích
Đình bộ lập song phi
Đại bàng lai thoái bộ
Tiên cô tấn đả chi
Thái Hòa hành quá hải
Đồng Tân thoái đả chi
Nhị thủ giai trụ thích
Lưỡng túc nghịch song phi
Bạch xà lai ngọa địa
Hồi đầu tấn thích chi
Đầu thân giai đả thoái
Tróc túc ác hổ tùy
Chuyển luân khinh thoái bộ
Nhất hộ thủ môn kỳ
Hồi đầu bái tổ sư.
(Võ phái Tân Khánh Bà Trà)
Bài thiệu Đồng Nhi Quyền của Võ Tây Sơn - Bình Định:
THẢO BỘ ĐỒNG NHI
Chấp thủ lập đồng nhi
Khuynh thân thọ thủ chi
Trường tấn giao lưỡng thích
Đình bộ bạt song phi
Đại bàng phi thoái bộ
Mãnh hổ xuất sơn kỳ
Lưỡng thủ liên câu đả
Huỳnh long bạt thủy di
Phụng hoàng lai tấn bộ
Sơn đố tấn phá chi
Thái Hòa hành quá hải
Đồng Tân thoái kinh vi
Lưỡng thủ giai trụ thích
Lưỡng bộ tống song phi
Bạch xà lang tọa địa
Hồi đầu tấn thích nghi
Khuynh thân giai đả thoái
Đề bộ ác hổ tùy
Chuyển thân kinh Hổ bộ
Nhất Hổ thủ sơn kỳ.
(Võ phái Tây Sơn - Bình Định)
Bài phú của bài Đồng Nhi Quyền phổ biến hiện nay:
Vào đường Bái Tổ trước tiên
Chấp tay đứng trụ lập liền Đồng Nhi
Nghiêng mình bạt thủ một khi
Bước tới tay phải tức thì đâm lên
Dừng chân bay lập hai bên
Đại bàng lui bước từ trên bay về
Tiên cô bước đến đánh liền
Thần nhân qua biển cũng lìa cung mây
Tiên gia lui đấm xuống ngay
Hai tay cứng chắc đâm ngay tức thì
Hai chân đá nghịch như phi
Bạch xà trở lại nằm lì đất thiêng
Quay đầu tiến tới đâm liền
Ném mình quay lại mặt tiền đấm theo
Đuổi theo cọp dữ khóa chân
Nhẹ nhàng lùi bước bánh xe xoay vần
Một mình cọp dữ ải quan
Trở về bái tổ là đường xưa nay.